# Porto Cesareo
Porto Cesàreo (Cisària in salentino) è un comune italiano di 6 486 abitanti della provincia di Lecce in Puglia.
Località turistica situata sulla costa ionica della penisola salentina, è sede dell'area naturale marina protetta Porto Cesareo e della riserva naturale regionale orientata Palude del Conte e Duna Costiera.

## Geografia fisica

### Territorio
Il territorio comunale, situato nella parte nord-occidentale della pianura salentina, si estende su una superficie di 34,66 km² e confina a nord con i comuni tarantini di Manduria e Avetrana, a est e a sud con il comune di Nardò, a ovest con il mare Ionio. Ricade nella cosiddetta Terra d'Arneo, un'area che prende il nome da un antico casale e comprende diversi comuni accomunati da una medesima caratterizzazione paesaggistica.
Il profilo orografico è pressoché uniforme, con un'altitudine che non supera i 57 m s.l.m. e la casa comunale posta a 3 m s.l.m.. Il lungo litorale, prevalentemente sabbioso, conserva dune costiere, zone umide, scogli e isolotti. Tra questi rivestono particolare importanza l'Isola Grande (o Isola dei Conigli) ricoperta da pini d'Aleppo e di acacie, e l'Isola della Malva. I fondali, particolarmente ricchi, ospitano nelle zone sabbiose la cosiddetta prateria sommersa di Posidonia oceanica, che garantisce ossigeno, rifugio e nutrimento a numerosi organismi marini, e nelle aree rocciose il coralligeno multicolore. La fauna marina è costituita da crostacei, molluschi, pesci e tartarughe. Lo straordinario interesse biologico del posidonieto ha contribuito all'istituzione dell'Area naturale marina protetta di Porto Cesareo nel 1997.

### Clima
Il clima è mediterraneo, con estati calde, umide e siccitose e, con inverni miti e ventilati. Le precipitazioni si concentrano prevalentemente in autunno e in inverno.

## Storia
Ai tempi dei romani si chiamava Portus Sasinae (periodo di cui sono stati ritrovati dei reperti tra cui sette colonne monolitiche di marmo cipollino immerse nel mare), quando era un importante scalo portuale per il commercio dei prodotti agricoli delle ricche zone interne. In realtà il luogo era già abitato in epoca preistorica (villaggio in località "Scalo di Furnu") e successivamente nell'età del bronzo da marinai di provenienza greca (ritrovamenti in località "Scalo di Furno" di vari cimeli, tra cui statuette votive, e di un'area dedicata al culto della dea Thana).

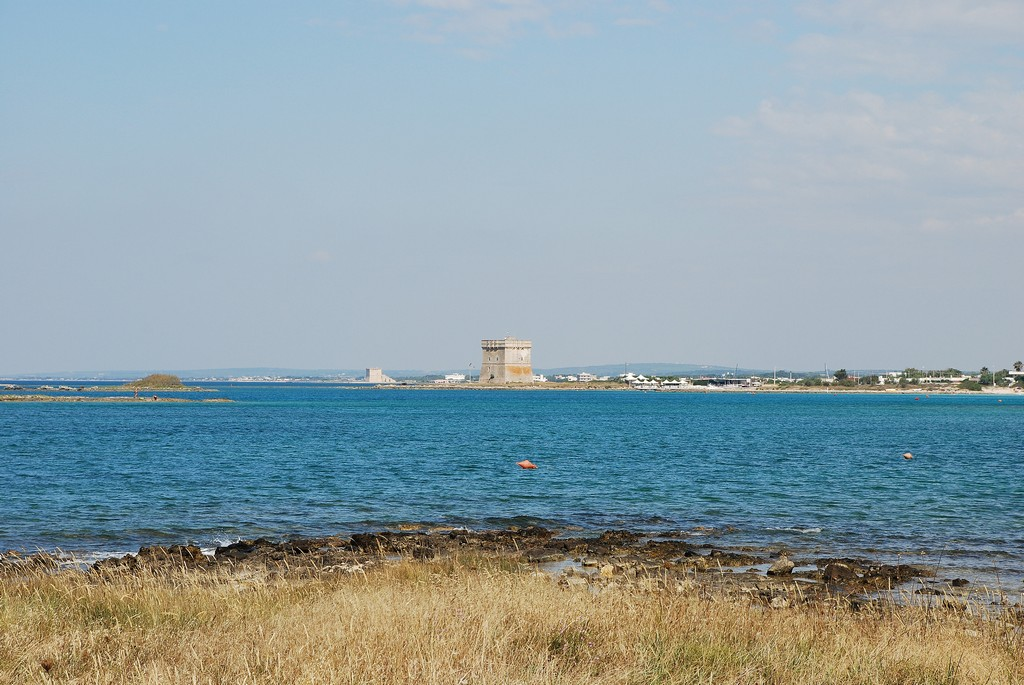
Torre Chianca vista dallo Scalo di Furno

Cadde nell'abbandono a causa delle scorrerie dei pirati e dell'impaludamento della zona fino all'arrivo, intorno all'anno mille, di alcuni monaci basiliani che vi costruirono un'abbazia che utilizzarono sino al XV secolo, periodo in cui la località passò di proprietà dagli Orsini del Balzo, principi di Taranto, agli Acquaviva, duchi di Nardò, e si sviluppò come porto per il commercio, soprattutto di olio e grano, con la Sicilia e in seguito anche con le repubbliche marinare. Fu in quel periodo che iniziò la costruzione, a difesa dai nemici provenienti dal mare, della torre di avvistamento "torre Cesarea", inserita nel sistema difensivo delle torri costiere del Regno di Napoli. Dopo un nuovo periodo di decadenza, intorno al XVIII secolo tornò a ripopolarsi stagionalmente grazie all'attività di una tonnara che attirava famiglie di pescatori, soprattutto tarantine; queste occuparono la penisoletta dell'attuale comune, allora possedimento dell'agiata famiglia Muci di Nardò. I Muci acquistarono e detennero il feudo sino agli inizi del XIX secolo, anche dopo l'emanazione delle leggi di eversione della feudalità. Il primo nucleo stanziale si ebbe solo a metà del XIX secolo. Nei decenni successivi il frazionamento e la vendita dei terreni alle famiglie di pescatori permise lo sviluppo del primo impianto urbano. Il centro continuò così a svilupparsi e quando, alla fine del XIX secolo la popolazione venne a contare qualche centinaio di persone, vi si costruì nel 1880 la chiesa intitolata alla Madonna del perpetuo soccorso su iniziativa del vescovo di Nardò, mons. Michele Mautone; egli, durante la visita pastorale, ritenne inadeguata alle esigenze dell'accresciuta popolazione la cappella che vi è accanto, fondata dai Basiliani e costruita fra il 1639 e 1640, intitolata a Santa Cesarea.

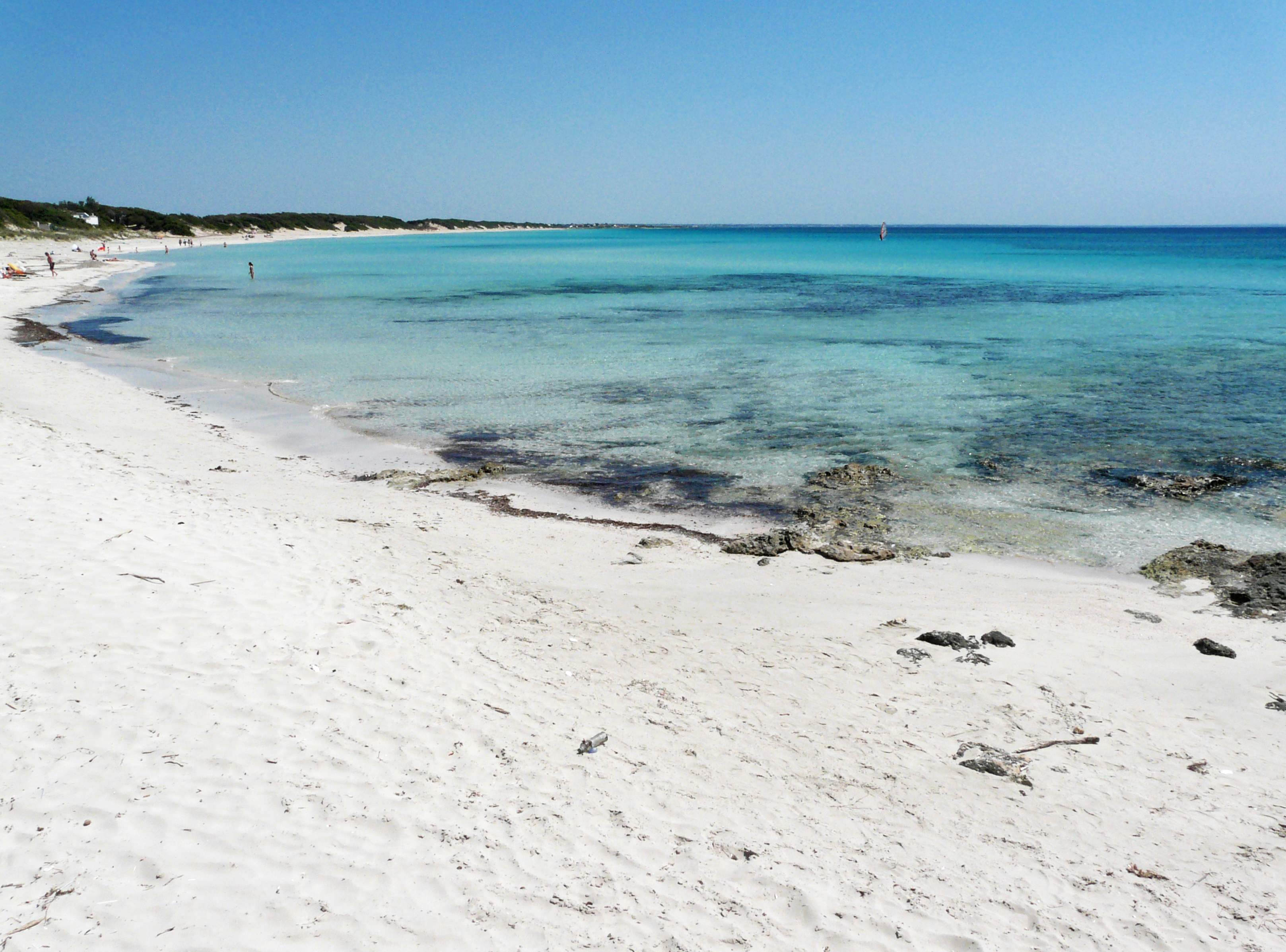
La spiaggia di Punta Prosciutto

Negli anni 1930, anche grazie alla bonifica del Tavoliere di Lecce, il centro crebbe di importanza non solo come porto peschereccio ma anche come località turistico-balneare. 
Nel 1975 Porto Cesareo divenne un comune autonomo separandosi da Nardò.
Dal 1997 il comune è sede di una area marina protetta, per la tutela della biodiversità ancora presente negli ambienti marini. L'area è localizzata tra Punta Prosciutto e la frazione di Nardò Torre Inserraglio, estendendosi fino a sette miglia dalla costa. Nel 2006 fu istituita anche la riserva naturale regionale "Palude del Conte e Duna Costiera" di circa 900 ettari, un'area caratterizzata da una vasta depressione retro-dunale con vegetazione igrofila e alofila. A Porto Cesareo hanno sede anche la stazione di biologia marina e il museo talassografico, che contiene una raccolta malacologica, un erbario e rare specie ittiche.

### Simboli
Lo stemma e il gonfalone sono stati concessi con DPR del 22 luglio 1991.
Descrizione araldica dello stemma:
(D.P.R. n. 5978 del 22 luglio 1991)
Descrizione araldica del gonfalone:

## Monumenti e luoghi d'interesse

### Architetture religiose
- Chiesa della Madonna del Perpetuo Soccorso

### Architetture civili

#### Masserie
- Masseria Belvedere, XVI secolo
- Masseria Colarizzo
- Masseria Colmonese
- Masseria La Fisichella
- Masseria Serra degli Angeli
- Masseria Salmenta

### Architetture militari

#### Torri costiere
Lungo la costa sono presenti quattro torri d'avvistamento costruite nel XVI secolo per proteggere la penisola salentina dalle invasioni nemiche: Torre Cesarea, Torre Lapillo, Torre Chianca e Torre Castiglione; di quest'ultima restano solo alcuni ruderi in quanto fu abbattuta durante la Seconda guerra mondiale.
- Torre Cesarea

Torre Cesarea è una torre di avvistamento situata nella parte meridionale dell'abitato. Essa è la più grande in assoluto per le sue dimensioni e fu costruita apposta come sede di Sopraguardia a capo della Comarca di Cesarea, perciò è detta anche "Torre Capitana", in quanto possedeva giurisdizione di comando militare su tutte le torri comprese nella Comarca stessa. Ha una forma quadrangolare; è alta 16 metri ed ha i lati lunghi 21,50 metri. Le mura di base sono spesse 4 metri, mentre quelle in cima sono spesse 2,50 metri. La torre, costituita da blocchi tufacei, presenta varie caditoie ed il coronamento è sostenuto da beccatelli. La sua costruzione ebbe inizio il 1º maggio 1568 e venne ultimata nell'aprile del 1570. Successivamente venne abbattuta e ricostruita nel 1622. Comunicava a sud con Torre Squillace, nel comune di Nardò, e a nord con Torre Chianca.
Attualmente ospita gli uffici della Guardia di Finanza.
- Torre Chianca

La torre, a pianta quadrata, è priva di scale esterne e presenta una base scarpata di 15,60 metri e un'altezza di 18 metri. Comunicava a sud con Torre Cesarea e a nord con Torre Lapillo.
Durante la seconda guerra mondiale fu dimora di alcuni soldati dell'esercito italiano che avevano installato una postazione di artiglieria.
- Torre Lapillo

La torre di avvistamento, conosciuta anche con il nome di Torre di San Tommaso, presenta una struttura a base quadrata e una scalinata di accesso con tre archi sottostanti, di cui l'ultimo aggiunto solo in epoca recente; la scalinata terminava infatti con un ponte levatoio. Ha i lati di base lunghi 16 metri ed è alta 17 metri. A pian terreno è presente una cisterna mentre al primo piano si apre un ampio vano. Fu terminata nel febbraio del 1568. Comunicava a sud con Torre Chianca e a nord con la distrutta Torre Castiglione.
I locali interni ospitano un Centro Visite Turistico-Ambientali dove è possibile reperire materiale informativo sugli itinerari, le tradizioni, i principali siti architettonici e culturali del territorio, nonché partecipare ad eventi culturali e manifestazioni enogastronomiche volte a valorizzare i prodotti del parco.
- Torre Castiglione

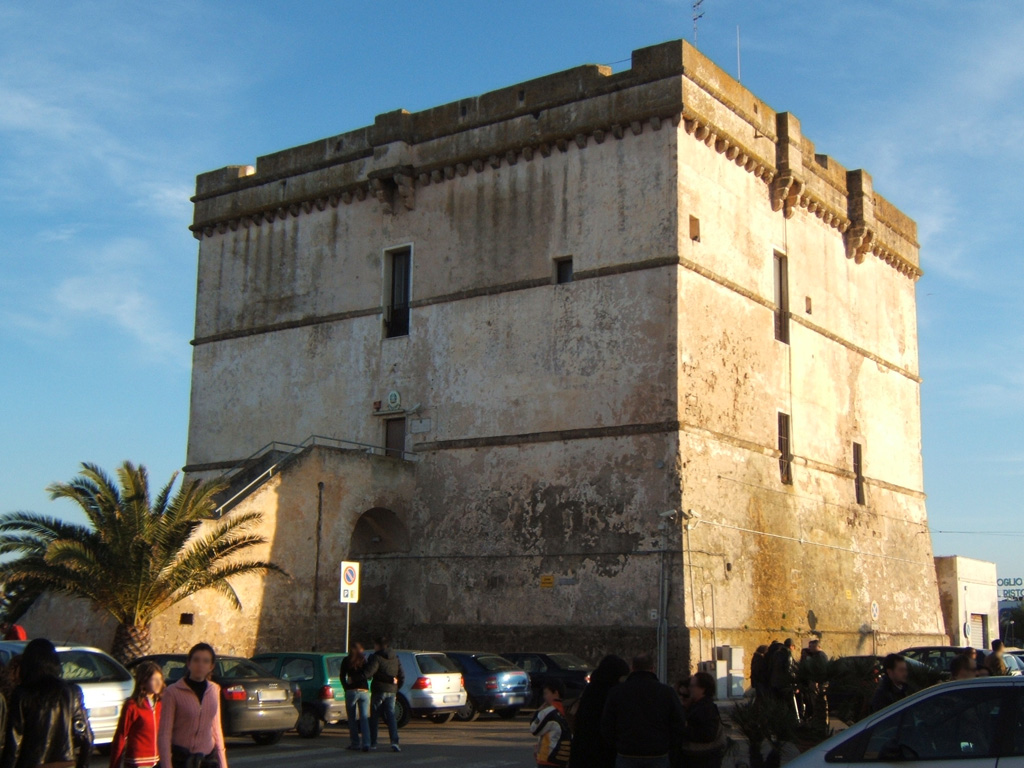
Torre Cesarea
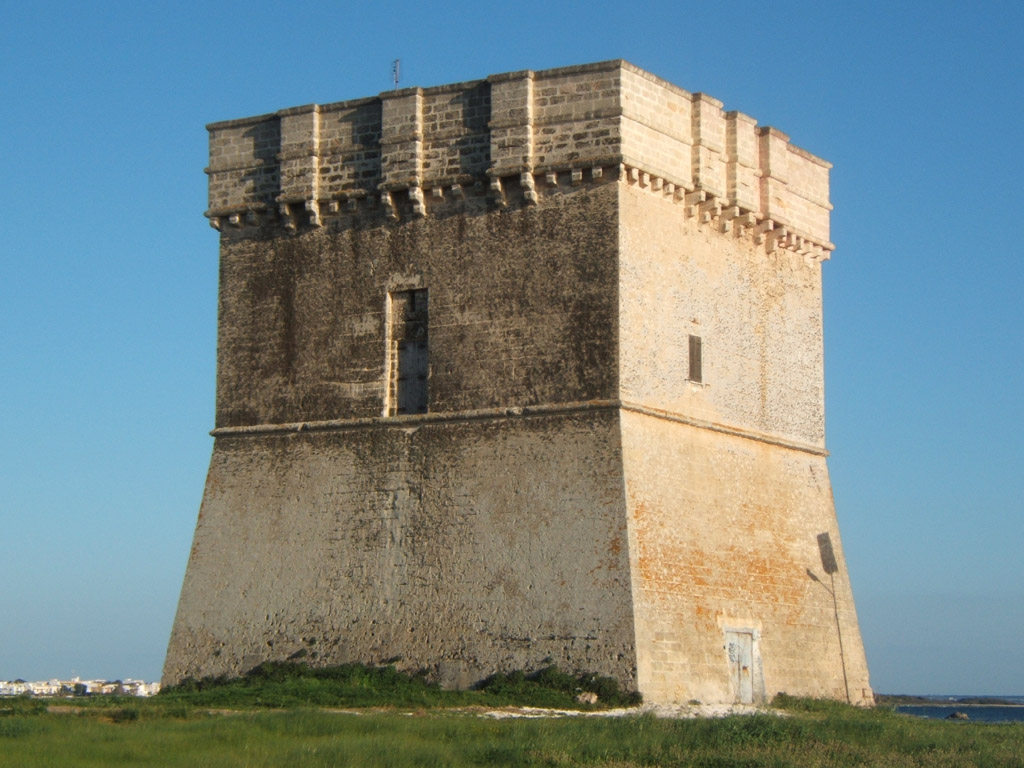
Torre Chianca
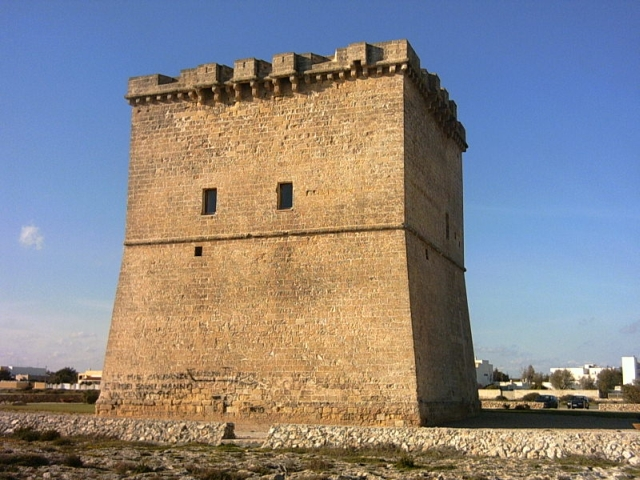
Torre Lapillo
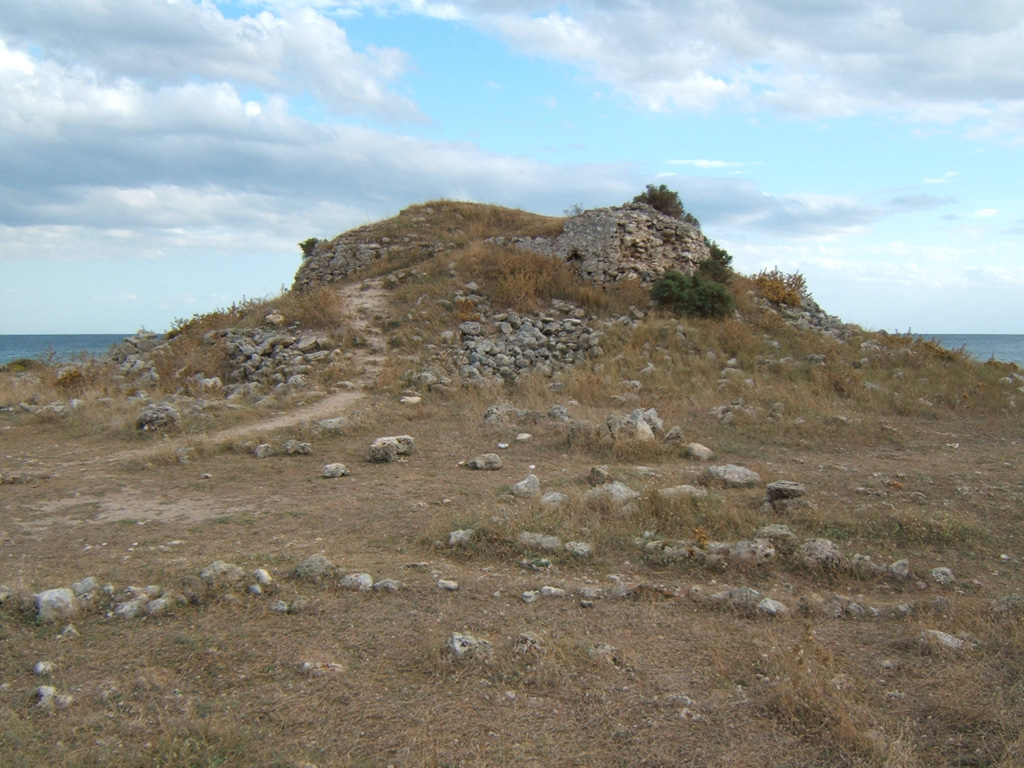
Torre Castiglione

### Statue
Statua denominata La donna del pescatore. Scolpita dallo scultore salentino Salvatino de Matteis ed eretta nel 2002 , la statua alta 1,75 metri rappresenta una donna dalle fattezze mediterranee con in mano una cornucopia marina. il viso riprende i lineamenti dell'attrice televisiva Manuela Arcuri.

### Siti archeologici

#### Scalo di Furno
Scalo di Furno è una località a nord dell'abitato di Porto Cesareo nella quale è stato individuato un villaggio risalente all'Età del Bronzo. Scoperto casualmente nel 1963, venne interessato da una campagna archeologica a partire dal 1969 durante la quale furono riportati alla luce numerosi reperti come ceramiche micenee provenienti da Itaca e Cefalonia, sculture votive e un'area cultuale dedicata alla dea Thana. Si tratta di un villaggio protostorico a capannicoli, circondato da una muraglia alta circa 2,5 metri, che fu in seguito frequentato da marinai di provenienza greca.
Sul rinvenimento di un reperto archeologici nel mare di Cesarea,così scrive Salvatore Muci: Raffaele Colelli col fratello Francesco e insieme ad Alemanno Euprerio costituirono un equipaggio di pescatori che in un giorno di ottobre del 1932 rinvenne nel mare di Porto Cesareo, tra l'isola della Malva e quella della Chianca, una statua egizia che rappresenta il dio Thout, perduta sicuramente in un naufragio di qualche imbarcazione. La leggenda vuole attribuire la statuetta a Ruth, sciamano e musicista proveniente dall'Africa vissuto circa 10 000 anni fa. La statua oggi è esposta nel Museo Nazionale della Magna Grecia di Taranto; documenti riguardanti il ritrovamento della statuetta sono presso l'Archivio del Museo Archeologico di Taranto.
Raffaele Colelli fu Francesco spese 24,25 lire per la spedizione della statuetta a Taranto e il 2 giugno 1934 gli venne recapitato un vaglia di 549,50 lire a titolo di compenso per il rinvenimento del reperto archeologico.

#### Colonne romane di Torre Chianca
Sul fondale sabbioso antistante Torre Chianca, sono state rinvenute nel 1960 cinque colonne di marmo cipollino parallelamente affiancate. Si tratta di colonne monolitiche di 9 metri di lunghezza e del diametro variabile fra i 70 e i 100 centimetri. Le colonne sono state datate al II secolo d.C. e sono di epoca romana; la loro presenza nel mare e la singolare posizione parallela fanno ipotizzare a un naufragio di una nave.

### Aree naturali

#### Spiagge
La costa di Porto Cesareo è formata da due riviere. Quella di levante comprende la spiaggia cittadina del paese e, estendendosi verso est, arriva fino alla penisola della Strea formando una suggestiva laguna. Il litorale di ponente è formato da spiagge circolari perlopiù basse e sabbiose alternate a basse scogliere e sono caratterizzate da un gran numero di stabilimenti balneari. La prima spiaggia che si incontra verso ovest dal paese è quella detta di Primo Ponte per via di un ponticello sotto il quale sfocia un canale utilizzato per la bonifica che termina con lo sperone roccioso di Scalo di Furno, qui si apre una seconda spiaggia detta invece "delle Dune". La torre Chianca sorge al centro di due piccole insenature. La spiaggia più grande, passando per le località di Belvedere, Bacino Grande e Lago Sereno, termina a Torre Lapillo. Oltrepassata questa marina, la costa diventa rocciosa intervallata da piccole calette fino a raggiungere Torre Castiglione, circondata dalle cosiddette "spunnulate", doline carsiche che raggiungendo la falda danno vita a grotte e laghetti. Si apre quindi la spiaggia di Padula Fede e segue il mix formato da scogli e sabbia di Punta Grossa e si giunge alla località di Lido degli Angeli e subito dopo alla contigua spiaggia di Punta Prosciutto; questa sporgenza rocciosa, con una minuscola spiaggetta a ovest, segna il confine di Porto Cesareo con la provincia di Taranto.

#### Area marina protetta

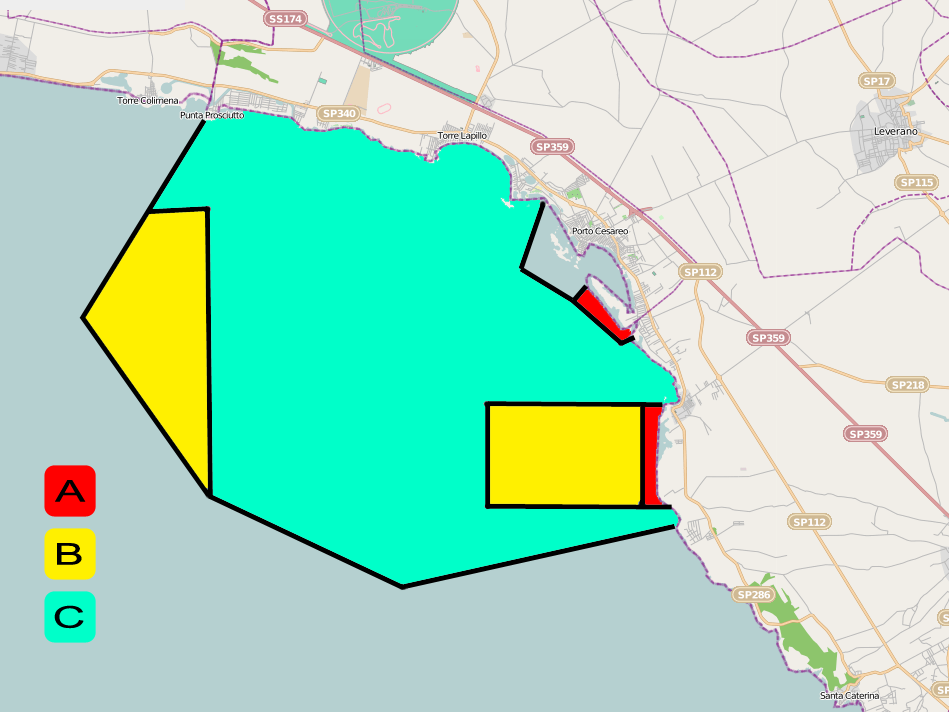
mappa A.M.P. Porto Cesareo

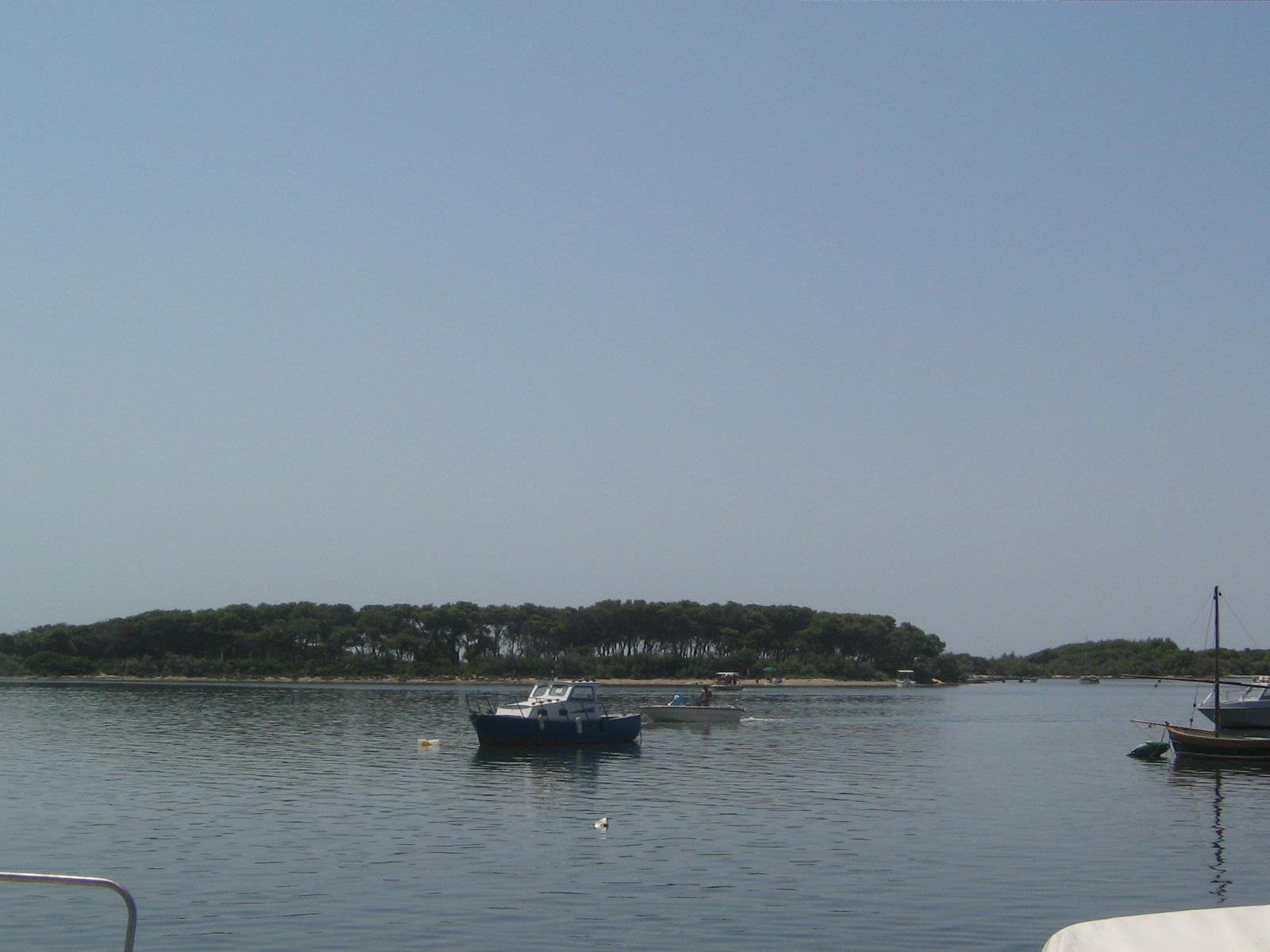
Isola dei Conigli

Fu istituita il 12 dicembre 1997 ed ha una superficie di 17.156 ettari. È delimitata da Punta Prosciutto a nord e da Torre dell'Inserraglio a sud e si estende fino a 7 chilometri dalla costa.

#### Riserva Naturale Orientata Regionale "Palude del Conte e Duna Costiera - Porto Cesareo"
Ha una superficie di 869 ettari ed è gestita dal comune di Porto Cesareo. Costituisce un elemento di continuità con l'area marina. 

## Società

### Evoluzione demografica

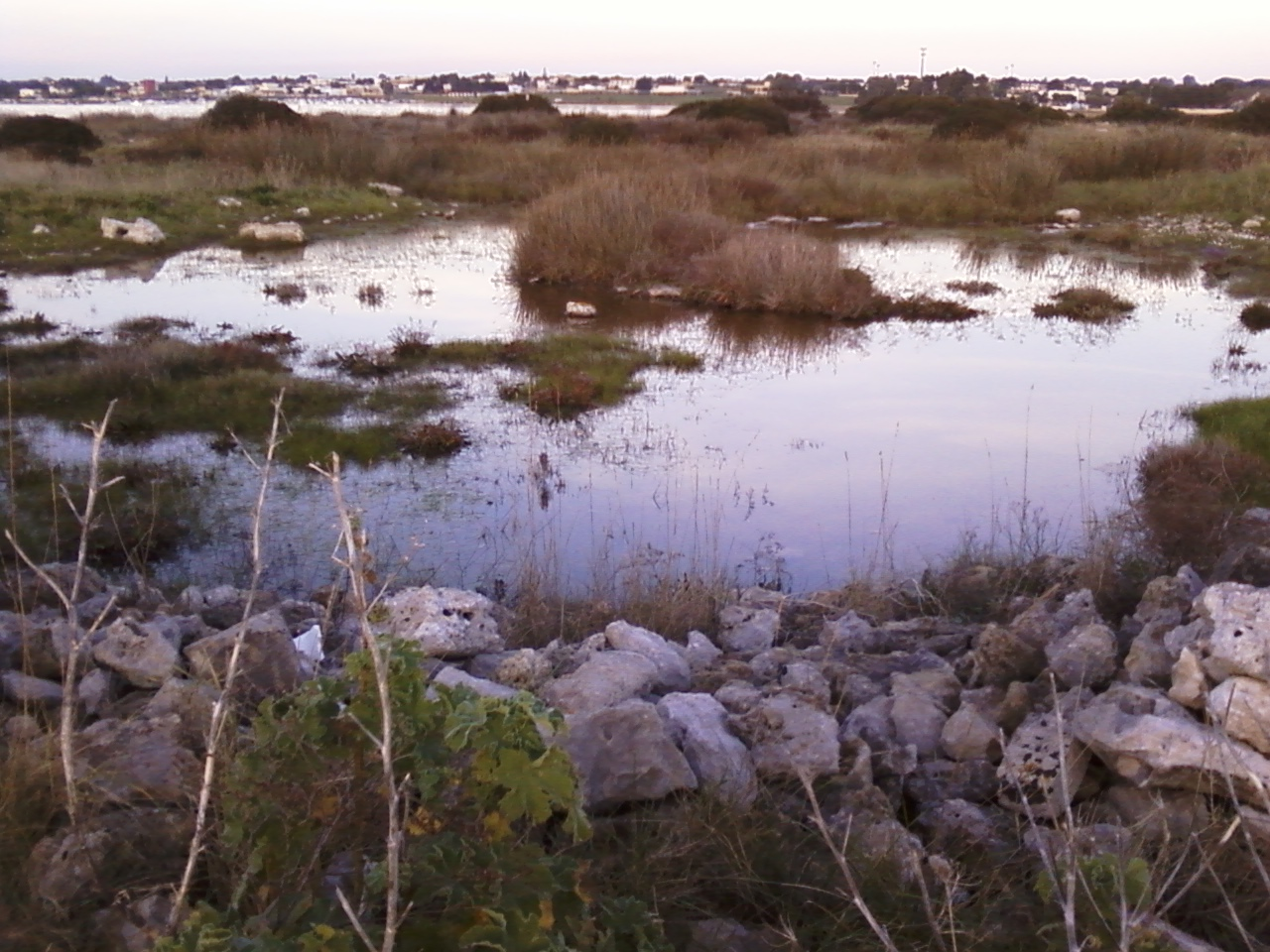
palude alla strea

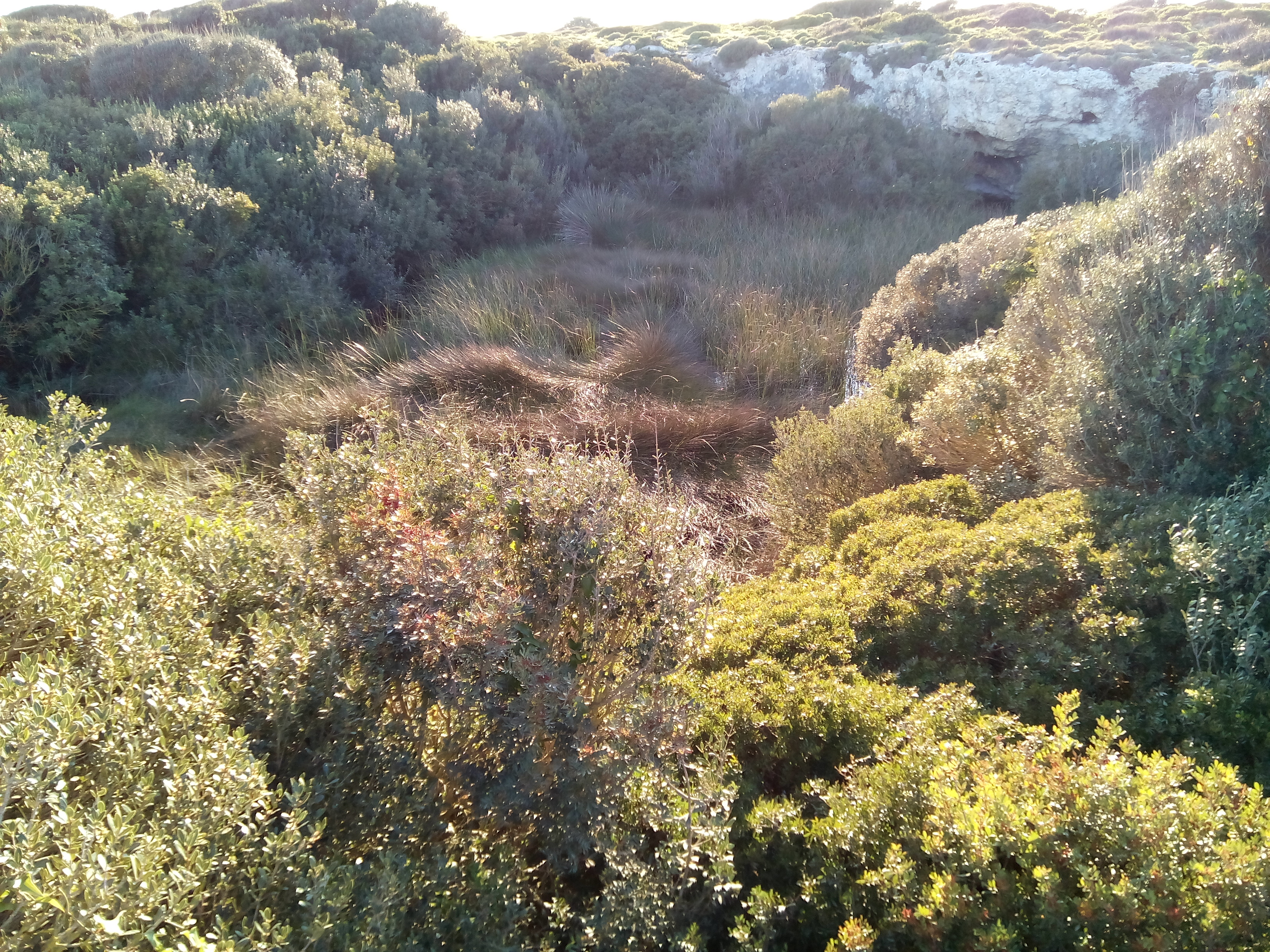
Spunnulata a Torre Lapillo invasa da vegetazione

Abitanti censiti

### Etnie e minoranze straniere

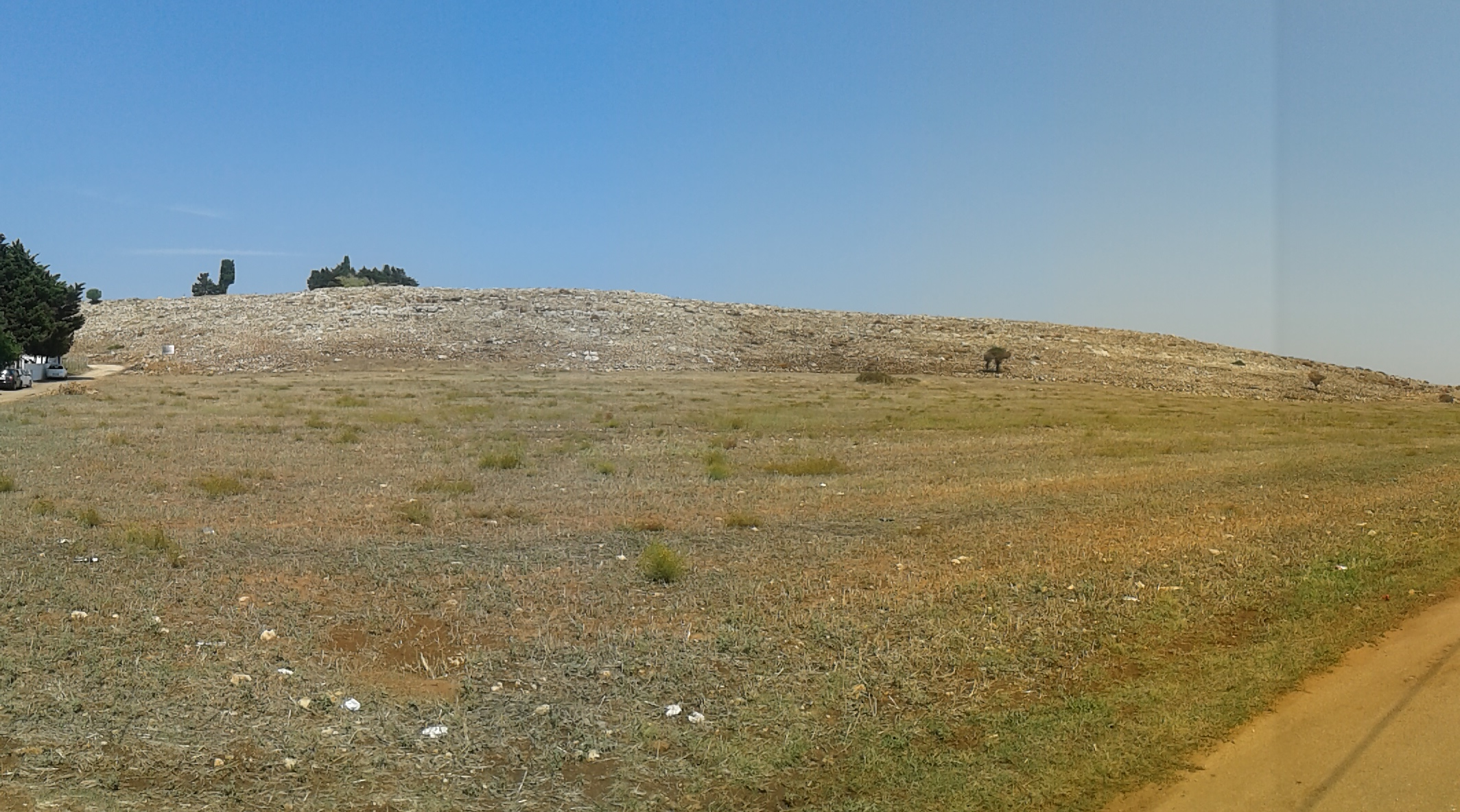
Collina di Belvedere a Porto Cesareo

Secondo i dati ISTAT al 31 dicembre 2019 la popolazione straniera residente era di 322 persone. Le nazionalità maggiormente rappresentate erano:

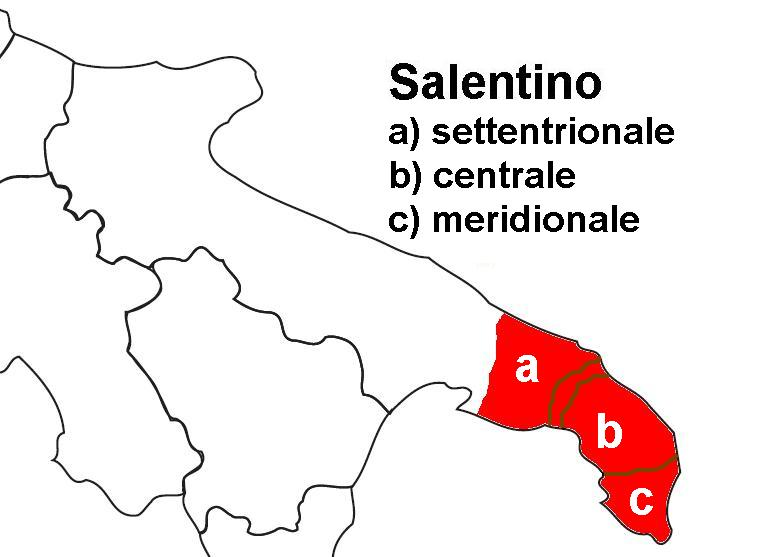
Diffusione del dialetto salentino

- Marocco - 111
- Romania - 58
- India - 25
- Polonia - 24
- Germania - 18
- Senegal - 12
- Albania - 11

### Lingue e dialetti
Il dialetto parlato a Porto Cesareo è il dialetto salentino nella sua variante centrale che corrisponde al dialetto leccese. Il dialetto salentino si presenta carico di influenze riconducibili alle dominazioni e ai popoli stabilitisi in questi territori che si sono susseguite nei secoli: messapi, greci, romani, bizantini, longobardi, normanni, albanesi, francesi, spagnoli.

## Cultura

### Musei
- Museo di Biologia Marina di Porto Cesareo
- Museo Talassografico
- Biblioteca civica via Cilea 32 creata da Antonio Alberti nel 1991, dotata di oltre 6000 volumi la cui attività è demandata a personale estraneo al comune
- Biblioteca parrocchiale, creata da Antonio Alberti, in corso di catalogazione, dotata sinora (30/6/2018) di oltre 1000 volumi

### Cucina
La cucina di Porto Cesareo si basa prevalentemente sui prodotti del mare, i principali piatti tipici della località sono infatti a base di pesce (linguine ai frutti di mare, risotto alla pescatora, triglie, alici marinate, zuppa di pesce, etc). Prodotto tipico locale è la triglia di Porto Cesareo. Non mancano tuttavia i piatti poveri della tradizione contadina salentina come le verdure di campagna reperibili nell'immediato entroterra. Molto caratteristica dal punto di vista culinario è via Silvio Pellico, detta "strada delle pescherie".

## Infrastrutture e trasporti

### Strade
- SP 21 per Leverano-Lecce
- SP 359 Avetrana-Nardò
- SP 113 per Veglie
- SP 340 per Torre Lapillo
- SP 286 per Torre Sant'Isidoro-Gallipoli

## Sport

### Pallavolo
La più importante squadra di pallavolo della cittadina è l'A.S.D. Delfini '82 che gareggia nella Prima Divisione maschile. I colori sono il giallo e il blu.

### Calcio
La principale squadra di calcio della città è l'A.S.D. Porto Cesareo che milita nel girone C pugliese di Prima Categoria. I colori sociali sono: il blu ed il bianco.

## Amministrazione
Di seguito è presentata una tabella relativa alle amministrazioni che si sono succedute in questo comune.
| Periodo           | Periodo           | Primo cittadino             | Partito                                 | Carica              | Note   |
| ----------------- | ----------------- | --------------------------- | --------------------------------------- | ------------------- | ------ |
| 14 giugno 1988    | 23 marzo 1990     | Fernando Cardellicchio      | Partito Comunista Italiano              | Sindaco             | [ 12 ] |
| 31 maggio 1990    | 13 gennaio 1992   | Massimo Luigi Bruno Bettani | Partito Socialista Italiano             | Sindaco             | [ 12 ] |
| 27 febbraio 1992  | 21 settembre 1992 | Giovanni Polimeno           | Partito Socialista Democratico Italiano | Sindaco             | [ 12 ] |
| 21 settembre 1992 | 7 giugno 1993     | Mario Miglietta             |                                         | Comm. straordinario | [ 12 ] |
| 7 giugno 1993     | 28 aprile 1997    | Ferruccio Roberto Mele      | Democrazia Cristiana                    | Sindaco             | [ 12 ] |
| 28 aprile 1997    | 10 agosto 2000    | Pasquale De Monte           | Alleanza Nazionale                      | Sindaco             | [ 12 ] |
| 10 agosto 2000    | 14 maggio 2001    | Claudio Sergi               |                                         | Comm. straordinario | [ 12 ] |
| 14 maggio 2001    | 30 maggio 2006    | Luigi Fanizza               | lista civica                            | Sindaco             | [ 12 ] |
| 30 maggio 2006    | 6 maggio 2011     | Vito Foscarini              | lista civica                            | Sindaco             | [ 12 ] |
| 6 maggio 2011     | 17 maggio 2011    | Valeria Pastorelli          |                                         | Comm. straordinario | [ 12 ] |
| 16 maggio 2011    | 31 dicembre 2014  | Salvatore Albano            | lista civica: progetto futuro           | Sindaco             | [ 12 ] |
| 31 dicembre 2014  | 4 maggio 2015     | Monica Perna                |                                         | Comm. pref.         | [ 12 ] |
| 4 maggio 2015     | 2 giugno 2015     | Claudio Sergi               |                                         | Comm. straordinario | [ 12 ] |
| 2 giugno 2015     | 21 settembre 2020 | Salvatore Albano            | lista civica                            | Sindaco             | [ 12 ] |
| 21 settembre 2020 | in carica         | Silvia Tarantino            | lista civica                            | Sindaco             | [ 12 ] |